# Llista d'asteroides/198401-198500
| Nom      | Designació provisional | Data de descobriment   | Lloc de descobriment | Descobridor/s               |
| -------- | ---------------------- | ---------------------- | -------------------- | --------------------------- |
| 198401 - | 2004 VB53              | 5 de novembre de 2004  | Campo Imperatore     | CINEOS                      |
| 198402 - | 2004 VL54              | 4 de novembre de 2004  | Socorro              | LINEAR                      |
| 198403 - | 2004 VA55              | 9 de novembre de 2004  | Goodricke-Pigott     | R. A. Tucker                |
| 198404 - | 2004 VW56              | 4 de novembre de 2004  | Catalina             | CSS                         |
| 198405 - | 2004 VY56              | 4 de novembre de 2004  | Catalina             | CSS                         |
| 198406 - | 2004 VZ56              | 4 de novembre de 2004  | Catalina             | CSS                         |
| 198407 - | 2004 VG58              | 9 de novembre de 2004  | Catalina             | CSS                         |
| 198408 - | 2004 VT59              | 9 de novembre de 2004  | Catalina             | CSS                         |
| 198409 - | 2004 VF62              | 6 de novembre de 2004  | Socorro              | LINEAR                      |
| 198410 - | 2004 VN62              | 6 de novembre de 2004  | Socorro              | LINEAR                      |
| 198411 - | 2004 VB63              | 7 de novembre de 2004  | Socorro              | LINEAR                      |
| 198412 - | 2004 VD63              | 7 de novembre de 2004  | Socorro              | LINEAR                      |
| 198413 - | 2004 VP63              | 10 de novembre de 2004 | Kitt Peak            | Spacewatch                  |
| 198414 - | 2004 VJ65              | 10 de novembre de 2004 | Cordell-Lorenz       | D. T. Durig, M. A. Mathison |
| 198415 - | 2004 VE70              | 3 de novembre de 2004  | Catalina             | CSS                         |
| 198416 - | 2004 VU70              | 7 de novembre de 2004  | Socorro              | LINEAR                      |
| 198417 - | 2004 VF71              | 9 de novembre de 2004  | Goodricke-Pigott     | Goodricke-Pigott            |
| 198418 - | 2004 VH72              | 4 de novembre de 2004  | Anderson Mesa        | LONEOS                      |
| 198419 - | 2004 VA73              | 5 de novembre de 2004  | Anderson Mesa        | LONEOS                      |
| 198420 - | 2004 VL73              | 5 de novembre de 2004  | Anderson Mesa        | LONEOS                      |
| 198421 - | 2004 VM77              | 12 de novembre de 2004 | Catalina             | CSS                         |
| 198422 - | 2004 VV77              | 12 de novembre de 2004 | Socorro              | LINEAR                      |
| 198423 - | 2004 VK80              | 3 de novembre de 2004  | Anderson Mesa        | LONEOS                      |
| 198424 - | 2004 VL80              | 3 de novembre de 2004  | Anderson Mesa        | LONEOS                      |
| 198425 - | 2004 VT81              | 4 de novembre de 2004  | Kitt Peak            | Spacewatch                  |
| 198426 - | 2004 VR82              | 9 de novembre de 2004  | Catalina             | CSS                         |
| 198427 - | 2004 VW84              | 10 de novembre de 2004 | Kitt Peak            | Spacewatch                  |
| 198428 - | 2004 VX89              | 11 de novembre de 2004 | Kitt Peak            | Spacewatch                  |
| 198429 - | 2004 VC90              | 11 de novembre de 2004 | Kitt Peak            | Spacewatch                  |
| 198430 - | 2004 VB93              | 9 de novembre de 2004  | Catalina             | CSS                         |
| 198431 - | 2004 VG93              | 9 de novembre de 2004  | Catalina             | CSS                         |
| 198432 - | 2004 VL95              | 10 de novembre de 2004 | Kitt Peak            | Spacewatch                  |
| 198433 - | 2004 VZ110             | 9 de novembre de 2004  | Mauna Kea            | C. Veillet                  |
| 198434 - | 2004 WX                | 17 de novembre de 2004 | Siding Spring        | SSS                         |
| 198435 - | 2004 WN2               | 19 de novembre de 2004 | Socorro              | LINEAR                      |
| 198436 - | 2004 WH3               | 17 de novembre de 2004 | Siding Spring        | SSS                         |
| 198437 - | 2004 WV3               | 17 de novembre de 2004 | Campo Imperatore     | CINEOS                      |
| 198438 - | 2004 WA6               | 19 de novembre de 2004 | Socorro              | LINEAR                      |
| 198439 - | 2004 WT6               | 19 de novembre de 2004 | Socorro              | LINEAR                      |
| 198440 - | 2004 WV6               | 19 de novembre de 2004 | Socorro              | LINEAR                      |
| 198441 - | 2004 WK7               | 19 de novembre de 2004 | Socorro              | LINEAR                      |
| 198442 - | 2004 WR7               | 19 de novembre de 2004 | Catalina             | CSS                         |
| 198443 - | 2004 WC9               | 19 de novembre de 2004 | Socorro              | LINEAR                      |
| 198444 - | 2004 WX10              | 20 de novembre de 2004 | Kitt Peak            | Spacewatch                  |
| 198445 - | 2004 XD3               | 3 de desembre de 2004  | Cordell-Lorenz       | Cordell-Lorenz              |
| 198446 - | 2004 XS3               | 4 de desembre de 2004  | Antares              | R. Holmes                   |
| 198447 - | 2004 XB4               | 2 de desembre de 2004  | Catalina             | CSS                         |
| 198448 - | 2004 XV4               | 2 de desembre de 2004  | Catalina             | CSS                         |
| 198449 - | 2004 XM5               | 3 de desembre de 2004  | Palomar              | NEAT                        |
| 198450 - | 2004 XG6               | 9 de desembre de 2004  | Jarnac               | Jarnac                      |
| 198451 - | 2004 XX6               | 2 de desembre de 2004  | Socorro              | LINEAR                      |
| 198452 - | 2004 XH8               | 2 de desembre de 2004  | Socorro              | LINEAR                      |
| 198453 - | 2004 XL8               | 2 de desembre de 2004  | Palomar              | NEAT                        |
| 198454 - | 2004 XP8               | 2 de desembre de 2004  | Socorro              | LINEAR                      |
| 198455 - | 2004 XU9               | 2 de desembre de 2004  | Catalina             | CSS                         |
| 198456 - | 2004 XJ10              | 2 de desembre de 2004  | Palomar              | NEAT                        |
| 198457 - | 2004 XK12              | 8 de desembre de 2004  | Socorro              | LINEAR                      |
| 198458 - | 2004 XN12              | 8 de desembre de 2004  | Socorro              | LINEAR                      |
| 198459 - | 2004 XF13              | 8 de desembre de 2004  | Socorro              | LINEAR                      |
| 198460 - | 2004 XA16              | 8 de desembre de 2004  | Socorro              | LINEAR                      |
| 198461 - | 2004 XG16              | 9 de desembre de 2004  | Catalina             | CSS                         |
| 198462 - | 2004 XU17              | 7 de desembre de 2004  | Socorro              | LINEAR                      |
| 198463 - | 2004 XT19              | 8 de desembre de 2004  | Socorro              | LINEAR                      |
| 198464 - | 2004 XP21              | 8 de desembre de 2004  | Socorro              | LINEAR                      |
| 198465 - | 2004 XL22              | 8 de desembre de 2004  | Socorro              | LINEAR                      |
| 198466 - | 2004 XR22              | 8 de desembre de 2004  | Socorro              | LINEAR                      |
| 198467 - | 2004 XD24              | 9 de desembre de 2004  | Catalina             | CSS                         |
| 198468 - | 2004 XE24              | 9 de desembre de 2004  | Catalina             | CSS                         |
| 198469 - | 2004 XT24              | 9 de desembre de 2004  | Socorro              | LINEAR                      |
| 198470 - | 2004 XW25              | 9 de desembre de 2004  | Catalina             | CSS                         |
| 198471 - | 2004 XD27              | 10 de desembre de 2004 | Kitt Peak            | Spacewatch                  |
| 198472 - | 2004 XG32              | 10 de desembre de 2004 | Socorro              | LINEAR                      |
| 198473 - | 2004 XK33              | 10 de desembre de 2004 | Socorro              | LINEAR                      |
| 198474 - | 2004 XO36              | 10 de desembre de 2004 | Socorro              | LINEAR                      |
| 198475 - | 2004 XK37              | 11 de desembre de 2004 | Campo Imperatore     | CINEOS                      |
| 198476 - | 2004 XE38              | 7 de desembre de 2004  | Socorro              | LINEAR                      |
| 198477 - | 2004 XH38              | 7 de desembre de 2004  | Socorro              | LINEAR                      |
| 198478 - | 2004 XP38              | 7 de desembre de 2004  | Socorro              | LINEAR                      |
| 198479 - | 2004 XD39              | 7 de desembre de 2004  | Socorro              | LINEAR                      |
| 198480 - | 2004 XW40              | 11 de desembre de 2004 | Socorro              | LINEAR                      |
| 198481 - | 2004 XV41              | 9 de desembre de 2004  | Bergisch Gladbach    | W. Bickel                   |
| 198482 - | 2004 XK42              | 2 de desembre de 2004  | Catalina             | CSS                         |
| 198483 - | 2004 XU47              | 9 de desembre de 2004  | Kitt Peak            | Spacewatch                  |
| 198484 - | 2004 XS48              | 10 de desembre de 2004 | Kitt Peak            | Spacewatch                  |
| 198485 - | 2004 XD49              | 11 de desembre de 2004 | Socorro              | LINEAR                      |
| 198486 - | 2004 XV51              | 11 de desembre de 2004 | Anderson Mesa        | LONEOS                      |
| 198487 - | 2004 XP57              | 10 de desembre de 2004 | Kitt Peak            | Spacewatch                  |
| 198488 - | 2004 XT57              | 10 de desembre de 2004 | Kitt Peak            | Spacewatch                  |
| 198489 - | 2004 XD59              | 10 de desembre de 2004 | Kitt Peak            | Spacewatch                  |
| 198490 - | 2004 XS59              | 11 de desembre de 2004 | Socorro              | LINEAR                      |
| 198491 - | 2004 XD62              | 13 de desembre de 2004 | Socorro              | LINEAR                      |
| 198492 - | 2004 XU62              | 10 de desembre de 2004 | Junk Bond            | Junk Bond                   |
| 198493 - | 2004 XD65              | 2 de desembre de 2004  | Catalina             | CSS                         |
| 198494 - | 2004 XR66              | 3 de desembre de 2004  | Kitt Peak            | Spacewatch                  |
| 198495 - | 2004 XP69              | 10 de desembre de 2004 | Socorro              | LINEAR                      |
| 198496 - | 2004 XV72              | 9 de desembre de 2004  | Catalina             | CSS                         |
| 198497 - | 2004 XA73              | 9 de desembre de 2004  | Catalina             | CSS                         |
| 198498 - | 2004 XD73              | 10 de desembre de 2004 | Socorro              | LINEAR                      |
| 198499 - | 2004 XJ73              | 10 de desembre de 2004 | Socorro              | LINEAR                      |
| 198500 - | 2004 XN73              | 10 de desembre de 2004 | Catalina             | CSS                         |